# Après la démocratie
Après la démocratie est un ouvrage d'Emmanuel Todd, paru en 2008 chez Gallimard.

## Thème
Dans cet ouvrage, Emmanuel Todd tente d'analyser les phénomènes historiques, sociologiques, économiques et politiques qui ont contribué à l'arrivée de Nicolas Sarkozy à la présidence de la République (mais également l'émergence de Ségolène Royal à gauche).
Il évoque la montée de l'individualisme, la fin des repères religieux et politiques qui ont structuré la société française au cours du XXe siècle (déclin du christianisme et du Parti communiste français par exemple). Il dénonce les tentations d'oppositions ethniques (stigmatisation de l'islam en particulier) et le renoncement des élites aux principes égalitaristes français. Emmanuel Todd plaide pour une remise en cause du libre-échange qui, selon lui, pénaliserait les classes populaires en tirant les salaires vers le bas, et pour la mise en place d'un protectionnisme à l'échelle européenne.